# MASK (Aqua Timezの曲)
「MASK」（マスク）は、Aqua Timezの楽曲。同グループ14枚目のシングルとして2012年2月22日にEpic Recordsから発売された。

## 概要
前作「真夜中のオーケストラ」以来、約1年1ヶ月ぶりのシングルで、アニメ『BLEACH』の4度目のタイアップとなっている（エンディングを担当するのは初）。キャッチコピーは「曇らずに生きてほしい。だから雨を嫌わないで。」なおレコチョクアニメチャートでは初登場1位を獲得している。

## 批評
hotexpressの武川春奈は、「ジャケット写真からして新しいAqua Timezを感じさせる作品に。メンバーの個性を爆発させながら凄まじい程の一体感と熱量を放つ音からも、今までにないほど強い決意が伝わってくる。」と評した。

## 収録曲
（全作詞：太志、作曲・編曲：Aqua Timez）
1. MASK [4:50] 
作曲：太志
合宿の時に太志が完成させたサビをワンコーラス分に膨らませたが、話し合いの結果サビ以外を大きく変えた[3]。
  - テレビ東京系アニメ『BLEACH』エンディングテーマ。

太志曰く「ラップの部分をどうするか苦労した」という[4]。
歌詞はストレートな内容になっているが、これに関して太志は「これを書いたから、今度はもっとハッピーなことを書きたいなと思った。」と語っている[4]。
2. 空につづく道 [3:49]
作曲：Aqua Timez
3. 1980 [3:33]
作曲：太志
太志は1980年(昭和55年)生まれ。読み方は「いちきゅーはちぜろ」。
4. MASK -Instrumental- [4:52]

## 演奏
草間敬：Programming (#1,4)